# Contea di Johnson (Kansas)
La contea di Johnson (in inglese Johnson County) è una contea dello Stato del Kansas, negli Stati Uniti. La popolazione al censimento del 2000 era di 451 086 abitanti. Il capoluogo di contea è Olathe.